# Commiphora gracilifrondosa
Commiphora gracilifrondosa är en tvåhjärtbladig växtart som beskrevs av Moritz Kurt Dinter och Van der Walt. Commiphora gracilifrondosa ingår i släktet Commiphora och familjen Burseraceae. Inga underarter finns listade i Catalogue of Life.